# São Filipe (Cabo Verde)
São Filipe es una ciudad caboverdiana del municipio de São Filipe. Es la capital de la isla y la sede del municipio de São Filipe. El aeropuerto de la isla, Aeropuerto de São Filipe, se encuentra en el extremo sureste de la ciudad y el puerto de la isla está a 4 km al norte del centro en Vale de Cavaleiros. La elevación de la localidad es de 20 metros.

## Historia
São Filipe fue fundada en el siglo XVI y está considerada como la segunda ciudad más antigua de Cabo Verde después de Ribeira Grande, aunque no se otorgó estatuto de ciudad antes de 1922. Prosperó gracias al cultivo del algodón, que se vendía en la costa africana. En 1655 São Filipe fue destruido por piratas flamencos. En el siglo XVIII entró en un estancamiento económico, al igual que Ribeira Grande. El cultivo del algodón fue reemplazado por las vides, el café y la jatrofa (para la producción de aceite y jabón), lo que provocó un repunte económico en el siglo XIX. Se construyeron casas de pueblo representativas (sobrados) en el centro de la ciudad, alrededor de la iglesia parroquial. Actualmente, el 70 % de las casas en el centro de la ciudad datan del siglo XIX.

## Organización territorial
La ciudad abarca los lugares y barrios de:
- Achada
- Achada Bombardeiro
- Achada São Filipe
- Alto Xaguate
- Beltchés
- Campo Novo
- Centro da Cidade
- Cobom
- Congresso
- Fonte Aleixo
- Fonte Aleixo/Cobom
- Lém de Baixo
- Lém de Cima
- Lém de Meio
- Montinho I
- Montinho II
- Pé de Campo
- Praia Nossa Senhora
- Santa Filomena
- Santa Filomena de Cima
- Xaguate
- Xaguate Baixo
- Xaguate Cima
- Xaguate Industrial

## Demografía
Gráfica demográfica de la ciudad de São Filipe:
| Gráfica de evolución demográfica de São Filipe entre 1980 y 2021 |
|                                                                  |

## Monumentos
- Centro histórico de la ciudad, llamado Bila Baxo, con su arquitectura colonial. Desde 2000, se han renovado muchas casas y muchas de ellas tienen una fachada colorida o ricamente decorada, balcones de madera o ventanales saledizos. Además de calles pintorescas con pequeñas casas coloniales, se pueden contemplar alrededor de 50 mansiones representativas. El centro histórico de São Filipe está en la lista provisional de sitios del Patrimonio de la Humanidad.[7]
- Uno de los edificios más representativos es el Ayuntamiento (Camara Municipal) que fue construido en 1928.[10] La llamada Praça 12 de Setembro, es un lugar digno de visitar, con su pequeño parque y un pabellón de madera.[11]
- La iglesia católica más importante de la ciudad es Nossa Senhora da Conceição, que fue construida en un estilo relativamente simple en 1849.[7] La iglesia, con sus dos impresionantes torres de reloj fue renovada varias veces. La última se completó en 2007. Frente a la iglesia existen varias casas coloniales bien conservadas que datan del siglo XVIII.
- El Mercado está en el límite de Bila Baxo con la parte más moderna de la ciudad en Praça Francisco de Assis, el lugar más concurrido. La parada de autobús más importante y la oficina de correos también se encuentran aquí.
- El museo Casa da Memória se encuentra en la Praça 12 de Setembro en la casa de un comerciante que fue construida en 1820. La casa vecina es el Museo Municipal de São Filipe. En su patio interior se plantaron varias plantas endémicas de Fogo, algunas de ellas, especies en peligro de extinción, por ejemplo, Crabo bravo (Erysimum caboverdiana) y Lengua de vaca (Echium vulcanorum). Se ha reconstruido una pequeña casa (funco) en el estilo tradicional con piedras volcánicas. Una parte del pavimento del patio interior está formado por piedras de basalto.
- El lugar histórico Praça Serpa Pinto se encuentra en el noroeste del centro, a unos 40 m por encima de la playa Praia da Bila, que tiene arena volcánica negra. Hay varias casas coloniales y un pequeño parque. El mirador Miradouro da Bila Baxo en la parte norte del lugar ofrece una hermosa vista de la playa y la vecina isla Brava.
- En la parte sur se conserva una parte de la fortaleza Fortim Carlota que data de 1667. El edificio fue utilizado como prisión hasta 2005.[12]